# Goniodoris tenerrima
Goniodoris tenerrima Forbes, 1844 è un mollusco nudibranchio della famiglia Goniodorididae, di incerto status tassonomico.
Il World Register of Marine Species le assegna lo status di nomen dubium, in quanto non esiste un olotipo e la descrizione originale è troppo generica.
L'epiteto specifico deriva dal latino tenerrimus, superlativo di tener, cioè tenero, delicato, soffice, per l'aspetto.